# سن مارتن (هلند)
سن مارتن (به هلندی: Sint Maarten با تلفظ [sɪnt ˈma:rtə(n)]) به پایتختی فیلیپسبورگ یکی از کشورهای جزء پادشاهی هلند است. این کشور نیمهٔ جنوبی جزیره سن مارتن را تشکیل می‌دهد و نیمهٔ شمالی آن در اختیار فرانسه است.
سنت مارتن تا پیش از ۱۰ اکتبر ۲۰۱۰ با عنوان پهنهٔ جزیره‌ای سنت مارتن (به هلندی: Eilandgebied Sint Maarten) شناخته می‌شد و یکی از پنج ناحیهٔ جزیره‌ای بود که آنتیل هلند را تشکیل می‌داد.

## تاریخچه
کریستف کلمب در طی دومین دور از سفرهایش به جزایر هند غربی در ۱۴۹۳، با دیدن جزیرهٔ سن مارتن آن را ایسلا ده سن مارتن نامید. علت این نام‌گذاری مصادف‌شدن آن روز با ۱۱ نوامبر، روز گرامی‌داشت مارتین قدیس بود. با این حال علی‌رغم آنکه او این جزیره را جزو قلمرو اسپانیا به‌حساب آورد هرگز بر خاک آن پا نگذاشت و دولت اسپانیا نیز این جزیره را آنقدر حائز اهمیت ندانست که برای مسکونی‌ساختنش اقدام کند.
در مقابل اما، دولت‌های فرانسه و هلند هر دو مایل به تصاحب این جزیره بودند. از یک سو فرانسویان می‌خواستند تا جزیره‌های واقع در بین ترینیداد و برمودا را تحت استعمار خود درآورند و هلندیان نیز از سوی دیگر، جزیرهٔ سنت مارتن را مکانی مناسب در نیمه‌راه مستعمراتشان در نیو آمستردام (نیویورک امروزی) و برزیل می‌دیدند. مردم کمی در این جزیره زندگی می‌کردند و در نتیجه هلندیان در ۱۶۳۱ به‌راحتی آنجا را دراختیار خود گرفته و دژ آمستردام را به‌منظور مقابله با مهاجمان در جزیره برپا ساختند. یان کلزن فان کمپن نخستین فرماندار جزیره شد و دیری نپایید که کمپانی هند شرقی هلند کار استخراج نمک درآنجا را آغاز نمود. دولت‌های فرانسه و بریتانیا نیز بخش‌های دیگری از جزیره را دراختیار خود گرفتند.
اسپانیا که اینک متوجهٔ اهمیت این مستعمره شده‌بود تمایل داشت تا تجارت نمک را در کنترل خود بگیرد. از سوی دیگر آن‌ها که درگیر جنگ هشتادساله با هلند بودند انگیزهٔ بیشتری برای حمله به هلندیان یافتند. نیروهای اسپانیایی در ۱۶۳۳ سنت مارتن را از دست هلندیان به‌درآورده و دیگر مهاجران را نیز از آنجا بیرون کردند. آن‌ها در پون بلانش دژی ساختند که امروزه به نام دژ قدیمی اسپانیایی‌ها معروف است تا امنیت قلمرو خود را حفظ کنند. در این میان هلندیان چندین بار سعی در بازپس‌گیری جزیره از اسپانیایی‌ها کردند اما شکست خوردند.
با پایان‌یافتن جنگ‌های ۸۰ ساله در ۱۵ سال پس از تصرف سنت مارتن توسط اسپانیایی‌ها، آن‌ها دیگر نیازی به داشتن پایگاه در دریای کارائیب احساس نکردند و عدم تمایلشان به دفاع از آن سبب‌شد تا اسپانیایی‌ها در سال ۱۶۴۸ این جزیره را ترک‌نمایند.
هلندیان و فرانسویان که اینک جزیره را آزاد می‌دیدند بار دیگر برای تصاحب آن وارد عمل شدند. مهاجران هلندی از سنت استاتیوس و مهاجران فرانسوی از سن کیتس به جزیره آمدند. نخست درگیری‌هایی بین دو طرف به‌وجود آمد و از آنجا که هیچ‌کدام حاضر به تسلیم نبودند، به‌منظور پیش‌گیری از وقوع یک جنگ تمام‌عیار، دو طرف فرانسوی و هلندی در ۱۶۴۸ عهدنامه کنکوردیا را امضا و جزیره را در دو بخش بین خود تقسیم کردند. با این‌حال در زمانی که مذاکرات صلح در جریان بود، فرانسویان با آوردن ناوگان دریایی خود به نزدیکی ساحل و در سایهٔ تهدید آن، توانستند زمین‌های بیشتری را دراختیار خود بگیرند. حتی پس از امضای این عهدنامه نیز دو طرف همواره در صلح به‌سر نمی‌بردند و وقوع درگیری‌هایی در فاصلهٔ سال‌های ۱۶۴۸ تا ۱۸۱۶ بین طرفین فرانسوی و هلندی سبب شد تا مرز بین آنها، ۱۶ بار دستخوش تغییر شود. در نهایت فرانسویان ۵۴ کیلومتر مربع و هلندیان ۴۱ کیلومتر مربع از خاک‌های جزیره را به‌خود اختصاص دادند.
اسپانیایی‌ها نخستین کسانی بودند که بردگانی را به این جزیره آوردند اما شمار آن‌ها اندک بود. اما با کشت کتان، تنباکو و شکر در آنجا، بردگان بیشتری به جزیره آورده شد و دیری نپایید که برده‌ها در تعداد از ملاکان پیشی گرفتند. آنان در اعتراض به رفتار ظالمانه‌ای که با آن‌ها می‌شد سر به شورش برداشتند و چون تعدادشان زیاد بود نمی‌شد این موضوع را نادیده گرفت. سرانجام فرانسویان در ۱۲ ژوئیهٔ ۱۸۴۸ و هلندیان ۱۵ سال پس از فرانسویان برده‌داری را در قلمروهای خود از جزیرهٔ سن مارتن ملغی کردند.

### سده بیستم
با فروپاشی برده‌داری، کشت و زرع نیز رو به کاهش گذاشت و اقتصاد جزیره دچار مشکل شد. اما با اعلام بخشودگی گمرکی در بندر سنت مارتن در ۱۹۳۹ این اقتصاد بار دیگر رو به شکوفایی گذارد. نیمهٔ هلندی جزیره در دههٔ ۱۹۵۰ بر صنعت توریسم متمرکز شد و نیمهٔ فرانسوی نیز همین مدل را دو دههٔ بعد دنبال کرد. با توجه به فرانسوی-هلندی بودن جزیره، گردشگران بیشتری نیز در مقایسه با جزیره‌های اطراف به سنت مارتن می‌آیند و فرودگاه بین‌المللی پرنسس جولیانا، یکی از پررفت‌وآمدترین فرودگاه‌ها در شرق کارائیب به‌شمار می‌رود.
در این مدت جمعیت جزیره نیز به‌طور چشمگیری رو به‌فزونی گذاشت و از ۵۰۰۰ نفر به ۸۰۰۰۰ نفر در اواسط دههٔ ۱۹۹۰ افزایش یافت. همچنین مهاجرت‌ها از نقاط مختلفی همچون آنتیل کوچک، کوراسائو، هائیتی، جمهوری دومینیکن، ایالات متحده، اروپا و آسیا به سنت مارتن سبب شد تا جمعیت بومی جزیره در اقلیت قرار گیرد.

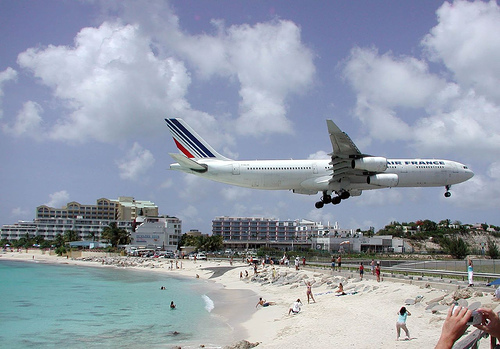
ایرباس آ-۳۴۰ ایر فرانس در حال فرود در فرودگاه پرینسس جولیانا

سنت مارتن در ۱۹۸۳ به یک قلمرو جزیره‌ای در آنتیل هلند تبدیل‌شد. این جزیره تا پیش از این تاریخ همراه با سابا و سنت استاتیوس بخشی از جزایر ویندوارد را تشکیل می‌داد. قلمرو جزیره‌ای بودن، خودمختاری قابل ملاحظه‌ای را در اختیار جزیره می‌گذاشت و این جزیره توسط یک شورای جزیره، یک شورای اجرایی و یک مدیر که از سوی پادشاه هلند تعیین می‌شد اداره می‌گردید.
در ۵ سپتامبر ۱۹۹۵، توفند لوییز سنت مارتن را درنوردید و خسارات فراوانی برجای گذاشت. این توفند ۳۵ سال پس از توفند دانا که پیشتر خساراتی را به این جزیره وارد ساخته بود به‌وقوع پیوست.

### سده بیست و یکم
پادشاهی هلند و فرانسه در ۱۹۹۴ عهدنامه‌ای را به منظور کنترل مشترک مرزهای جزیره با یکدیگر امضا کردند. این عهدنامه با چند سال تأخیر در نوامبر ۲۰۰۶ در هلند به تصویب رسید و در ۱ اوت ۲۰۰۷ لازم‌الاجرا شد. با این حال علی‌رغم در جریان بودن این عهدنامه، مقررات آن هنوز به اجرا درنیامده است.
سنت مارتن در ۱۰ اکتبر ۲۰۱۰ به یک کشور جزء در درون پادشاهی هلند تبدیل شد. کد کشوری SX به سنت مارتن اختصاص داده شده‌است. دامنهٔ اینترنتی .sx مورد استفاده این کشور است.

## جغرافیا

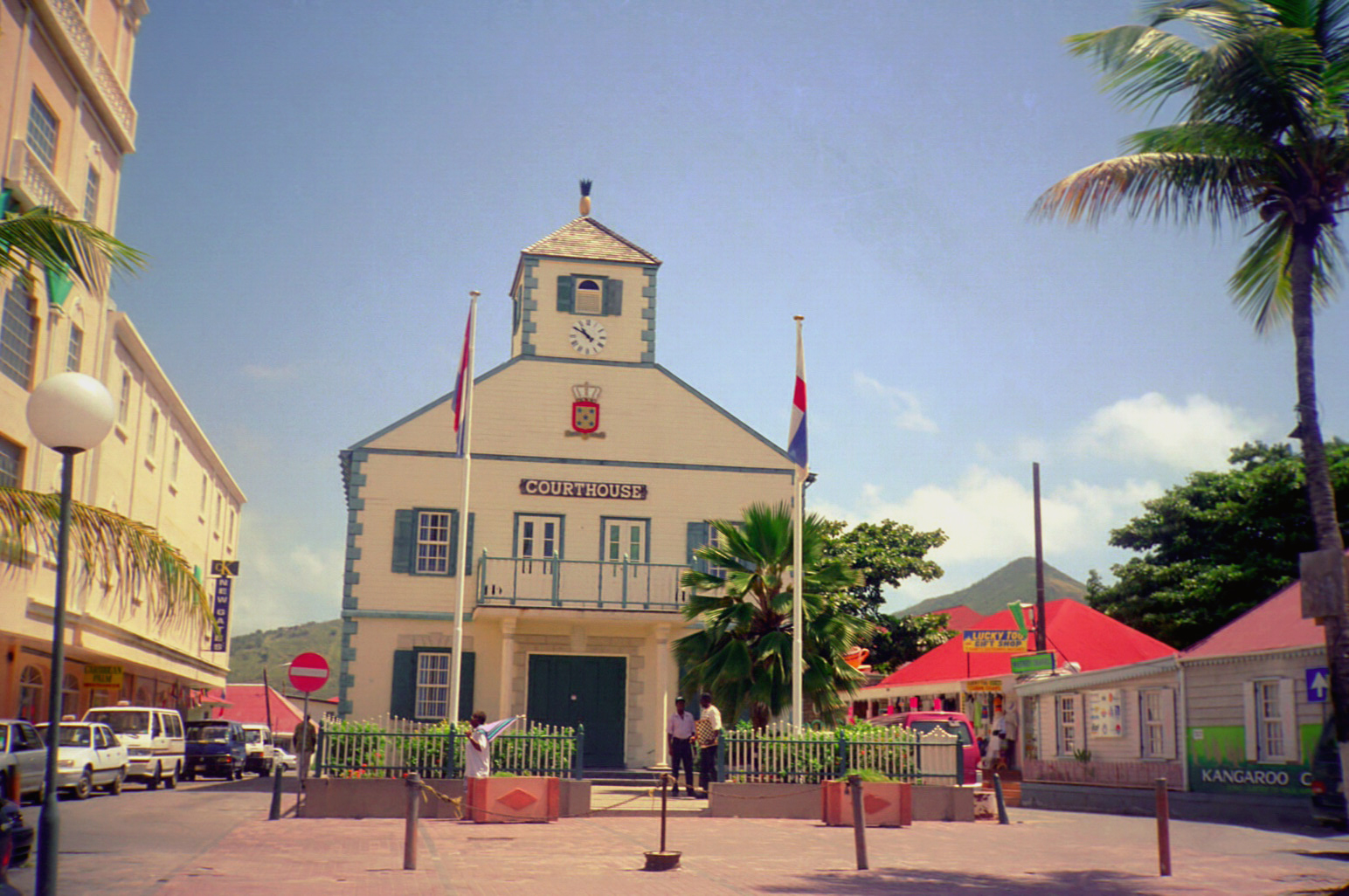
کاخ دادگستری فیلیپسبورگ

نواحی مسکونی
- فیلیپسبورگ با ۱٬۲۲۸ سکنه
- لوئر پرینسز کوارتر با ۸٬۱۲۳ سکنه
- کول د ساک با ۷٬۸۸۰ سکنه
- کول بی با ۶٬۰۴۶ سکنه
- آپر پرینسز کوارتر با ۴٬۰۲۰ سکنه
- لیتل بی با ۲٬۱۷۶ سکنه
- سیمپسون بی با ۷۳۶ سکنه
- لولندز با ۲۳۲ سکنه

## جمعیت‌شناسی
بر اساس سرشماری سال ۲۰۰۱ در آنتیل هلند، جمعیت قلمرو جزیره‌ای سنت مارتن ۳۰٬۵۹۴ نفر بود. بر طبق برآوردهای رسمی، این جمعیت از ۱ ژانویهٔ ۲۰۱۰ برابر با ۳۷٬۴۲۹ نفر بوده و تراکم جمعیتی آن ۱۱۰۰ سکنه در هر کیلومتر مربع است.